# Abbazia di Santa Maria (Finale Ligure)
L'abbazia di Santa Maria è un edificio religioso sito in via Santuario a Finalpia a Finale Ligure, in provincia di Savona, adiacente al complesso monastico benedettino ubicato sul lato sinistro del torrente Sciusa. La chiesa è sede della comunità parrocchiale di Nostra Signora Assunta e San Giacomo apostolo del vicariato di Finale Ligure-Noli della diocesi di Savona-Noli.

## Storia
Le prime notizie storiche risalgono ad documento del 1140 che testimonia già la presenza di una cappella dedicata alla Madonna e di un successivo documento del 1170 che conferma il possesso della chiesa e di due mulini all'abbazia di San Quintino di Spigno Monferrato nell'alessandrino, che aveva assorbito e ricostruito i possessi benedettini liguri-piemontesi dell'abbazia di San Salvatore di Giusvalla dopo la loro distruzione attorno al IX-X secolo da parte dei Saraceni. 
Nel 1447 la proprietà dell'edificio venne trasferita al clero secolare, quindi nel XVI secolo il marchese Biagio Galeotto Del Carretto vi favorì la costruzione di un monastero di Benedettini olivetani (Ordine ancora presente nel monastero), costruito con due chiostri.
La chiesa venne completamente ricostruita tra il 1724 e il 1728 a navata unica da Girolamo Veneziano ed è corredata dall'originario campanile, in pietra a vista, cuspidato e con sette ordini di finestre a bifora, eretto nel XIII secolo in stile gotico e restaurato tra il 1950 e il 1952.

## Descrizione
All'interno della chiesa sono presenti, oltre al tabernacolo del XVI secolo nel presbiterio e ad armadi intarsiati dal frate Antonio da Venezia nel 1530, due grandi tele di Giuseppe Moreno del 1901-1902. Nell'altare maggiore la tavola della Madonna col Bambino e angeli è una pala d'altare attribuita a Nicolò da Voltri. Nella sagrestia sono altresì presenti gruppi in terracotta policroma raffiguranti la Madonna col Bambino e i Santi Luca e Giovanni Evangelista.
Nell'annessa abbazia benedettina è conservata una scultura lignea dell'Annunciazione di Antonio Brilla. Un portale del 1522 permette l'attraversamento al secondo chiostro, dove è collocata un gruppo in terracotta della Pietà con la Maddalena e San Giovanni dei Della Robbia e risalente al XVI secolo. Nel refettorio, del 1519, vi è un crocifisso ligneo del XIV secolo.